# Політична криза в Чорногорії 2015–2016
Політична криза в Чорногорії в 2015–2016 роках — події в політичному житті Чорногорії, викликані намірами Чорногорії приєднатися до НАТО і спробами Росії та проросійськи налаштованих сил завадити цьому.

## Передісторія кризи
Чорногорія, яка здобула незалежність від Сербії в середині 2006 року, з 17 грудня 2010 року перебувала у стані офіційного кандидата на вступ до Євросоюзу, а з 2 грудня 2015 — на вступ до НАТО. Наміри Чорногорії щодо вступу до НАТО були сприйняті у Росії та Сербії (яка є традиційним політичним союзником Росії) як сигнал, що Європа та США мають наміри продовжити розширення альянсу.
Росія також із невдоволенням сприйняла позицію Чорногорії щодо російської агресії проти України та приєднання до санкцій проти Росії. При цьому Росія вже традиційно (після початку агресії проти України) заявила про можливі економічні проблеми в Чорногорії через її «недружнє ставлення» до Росії. Підґрунтям до цих заяв було також те, що Чорногорія розглядалася в Росії як місце для зручного вкладання коштів у нерухомість, а з часів російської агресії проти України таке розміщення коштів було визнане російським керівництвом «небажаним».

## Перебіг подій

### Протестні акції
16 вересня 2015 парламент Чорногорії 50 голосами з 81 ухвалив резолюцію про приєднання країни до НАТО. Рішення підтримали депутати керівної коаліції. При цьому в Чорногорії є доволі значний прошарок населення, яке, з огляду на війну в Югославії, сприймає НАТО як агресивний блок. Опозиційні сили, спираючись на цей прошарок населення та, неофіційно, на проросійські націоналістичні сили у Сербії організували протестні акції з вимогою відставки прем'єр-міністра країни Міло Джукановича і проведення дострокових виборів найближчим часом. Ці акції поступово набули латентного характеру: у центрі міста встановили наметове містечко, а опозиція почала збиратися на щотижневі мітинги у вихідні.

### Спроба державного перевороту
16 жовтня 2016 року в Чорногорії було здійснено спробу державного перевороту, до якої виявилися причетними громадяни Сербії та Росії. Уряд Чорногорії та британські й американські спецслужби, залучені до розслідування змови, заявили, що мають докази причетності політичного керівництва Росії до спроби державного перевороту.

## Наслідки
Не зважаючи на спроби державного перевороту, Чорногорія все ж таки стала 29-тим членом НАТО.